# Cyclopia falcata
Cyclopia falcata là một loài thực vật có hoa trong họ Đậu. Loài này được (Harv.) Kies miêu tả khoa học đầu tiên.